# Auguste Perrin
Joseph Auguste Perrin, född 24 augusti 1894 i Bussang i Vosges, död 26 november 1968 i Bruyères i Vosges, var en fransk längdskidåkare som tävlade under 1920-talet.
Vid olympiska vinterspelen 1924 i Chamonix deltog han och kom på sextonde plats på femmilen.